# WUK Theater Schiff
Die WUK Theater Schiff ist ein ehemaliges deutsches Fahrgastschiff, das zum Theaterschiff umgebaut wurde. Viele Jahre lang trug es den Namen Elfe.

## Geschichte
Das Schiff wurde 1937 in Berlin-Köpenick gebaut. Es war ursprünglich nur für 64 Personen zugelassen, wurde aber mehrmals umgebaut und vergrößert. Lange Zeit war die Elfe bei der Berliner Reederei Blawert im Einsatz. 1954 wurde sie bei der Firma Westha-Fahrzeugbau umgebaut und verlängert. Mit einer Länge von 22,6 Metern und einer Breite von 4,15 Metern bot sie nach dieser Umgestaltung Platz für 200 Personen. Sie muss aber später noch einmal verlängert worden sein, war danach aber nur noch für 110 Personen zugelassen.
Die Elfe ging am 26. März 1973 in den Besitz der Reederei Riedel über. Diese behielt das Schiff bis zum Jahr 2005 und ersetzte es dann durch die Spree-Diamant. Die Elfe wurde daraufhin in Stadt Merseburg umgetauft und nach Halle an der Saale verlegt. Die dortige Niederlassung der Reederei Riedel war im Jahr 2000 in eine eigenständige Gesellschaft umgewandelt worden, die zwar den gleichen Namen trug wie die Berliner Reederei, aber wirtschaftlich nichts mehr mit dieser zu tun hatte.

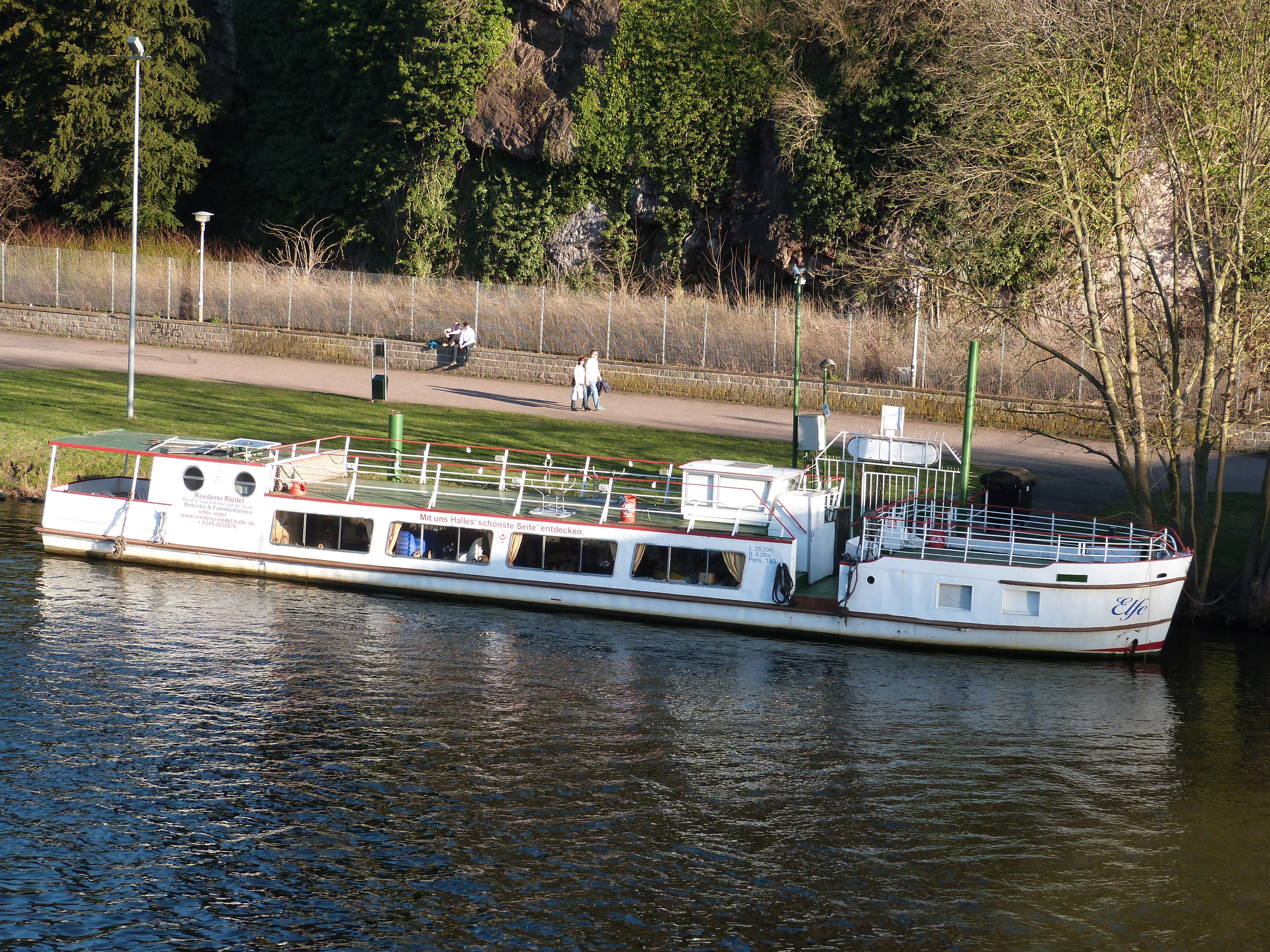
Die Elfe im Jahr 2018

Die Elfe, mittlerweile wieder auf ihren ursprünglichen Namen zurückgetauft, war noch im Besitz dieser Gesellschaft, als diese Insolvenz anmelden musste. Von den vier Riedel-Schiffen in Halle wurden zunächst zwei verkauft, die Peißnitz und die Rheinpfalz, um die Ansprüche der Gläubiger zu befriedigen. Die Elfe lag danach noch, wie auch das zweite verbliebene Schiff der Gesellschaft, die Stadt Halle, fast vier Jahre ungenutzt an ihrem Liegeplatz, ehe 2019 der Verkauf auch dieser beiden Schiffe gelang.
Der neue Eigentümer der beiden Schiffe, Rüdiger Ruwolt, wollte die Elfe wieder instand setzen lassen und danach Fahrten nach Merseburg mit dem Schiff anbieten. Doch dieses Vorhaben wurde nicht in die Tat umgesetzt.
Im November 2019 teilte das Dienstleistungszentrum Wirtschaft der Stadt Halle im Rahmen der Zukunftswerkstatt „Saaletourismus“ mit, dass das Schiff mit Fördermitteln, die die „Science2public-Gesellschaft für Wissenschaftskommunikation“ zuvor erhalten hat, zum Wissenschaftsboot umgewidmet werden soll. Danach wurde es umbenannt in MS Saale, wobei das „MS“ für „make science“ steht. Nutzer des sogenannten Bürgerforschungsboots sind auch die Martin-Luther-Universität Halle-Wittenberg sowie die Hochschule Merseburg.
Im Sommer 2021 wurde bekanntgegeben, dass das WUK Theater Quartier das Schiff samt Liegeplatz übernommen hatte. Das WUK Theater Schiff sollte nach dem Umbau 40 Plätze im Innenraum und 50 Plätze an Deck bieten. Das WUK Theater Quartier stellte in Aussicht, diese mobile Bühne auch andernorts in Einsatz zu bringen: „Perspektivisch möchte das WUK Theater Quartier mit seiner Wasserbühne von Halle in die Welt hinaus. Das Schiff thematisiert das Verhältnis von Theater, Publikum und Ort: Es entbindet Theater von seiner festen Stätte und geht auf das Publikum zu [...]
Viele Orte Sachsen-Anhalts haben keine eigene Spielstätte für die freien darstellenden Künste [...] Mit der Saale, Elbe und dem Mittellandkanal als Wasserweg kann die mobile Wasserbühne auch über die Landesgrenzen hinaus produktiv genutzt werden.“
Auch die Stadt Halle, die zusammen mit der Elfe an Ruwolt verkauft worden war, wurde nicht wieder als Fahrgastschiff eingesetzt. Sie wurde zum „Eventkahn“ am Riveufer umfunktioniert und kann als solcher gechartert werden. Im Herbst 2021 wurde sie zum Verkauf angeboten.